# Fabienne Dali
Fabienne Dali (* 22. September 1941 auf den Bahamas als Marie-Louise De Vos) ist eine belgische Schauspielerin.
Dali spielte in den 1960er-Jahren überwiegend als Nebendarstellerin in europäischen Spielfilmen wie Der Teufel mit der weißen Weste, Höllenhunde des Secret Service, Fünf gegen Casablanca und Mayerling.

## Filmografie
- 1960: Eddie geht aufs Ganze (Comment qu’elle est!)
- 1960: Der Boß kennt kein Erbarmen (L’ennemi dans l’ombre)
- 1961: Callaghan ist wieder da (Callaghan remet ça)
- 1961: Auf Ihr Wohl, Herr Interpol! (Mani in alto)
- 1962: Der Teufel mit der weißen Weste (Le Doulos)
- 1963: El secreto de Tomy
- 1964: Treibgut der Liebe (La baie du désir)
- 1965: Vollmacht für Jack Clifton (Agente 077 dall’oriente con furore)
- 1965: Höllenhunde des Secret Service (Superseven chiama Cairo)
- 1966: Die toten Augen des Dr. Dracula (Operazione paura)
- 1967: Fünf gegen Casablanca (Attentato ai tre grandi)
- 1968: Cin cin… cianuro
- 1968: Mayerling
- 1968: Zucker für den Mörder (Un killer per sua Maestà)
- 1968: Huckepack (La matriarca)
- 1969: Un corpo caldo per l’inferno